# Centre commercial Mayol
 (octobre 2013).
Si vous disposez d'ouvrages ou d'articles de référence ou si vous connaissez des sites web de qualité traitant du thème abordé ici, merci de compléter l'article en donnant les références utiles à sa vérifiabilité et en les liant à la section « Notes et références ».
Le centre commercial Mayol est un centre commercial français situé à Toulon, dans le Var, en Provence-Alpes-Côte d'Azur.

## Géographie

### Localisation
Le centre Mayol est situé au cœur du centre ville historique de Toulon, à quelques mètres du Port et à côté du stade Mayol.

### Accès
Le centre Mayol est accessible en voiture, avec possibilité de parking, ainsi qu'en transport en commun, avec plusieurs lignes de bus.

## Histoire
La création d'un centre commercial remonte à 1985 lorsque l'ancien maire de la ville Maurice Arreckx le met à l'étude pour finalement aboutir à sa concrétisation la même année.
Inauguré le 24 avril 1990, par François Trucy (ancien maire de Toulon), le centre Mayol est ouvert au public depuis le 25 avril 1990.

## Commerces
83 boutiques et restaurants sont installés sur 2 étages dont Carrefour, la Fnac, C&A, Zara, Action ou encore Go Sport.